# DTDP-3-amino-3,6-didezoksi-alfa-D-galaktopiranoza transaminaza
DTDP-3-amino-3,6-didezoksi-alfa--galaktopiranoza transaminaza (EC 2.6.1.90, dTDP-6-dezoksi-D-ksiloheks-3-ulozaaminaza, FdtB, TDP-3-keto-6-dezoksi--galaktoza-3-aminotransferaza, RavAMT, TDP-3-keto-6-dezoksi--galaktoza 3-aminotransferaza, TDP-3-dehidro-6-dezoksi--galaktoza 3-aminotransferaza) je enzim sa sistematskim imenom dTDP-3-amino-3,6-didezoksi-alfa--galaktopiranoza:2-oksoglutarat aminotransferaza. Ovaj enzim katalizuje sledeću hemijsku reakciju
dTDP-3-amino-3,6-didezoksi-alfa--galaktopiranoza + 2-oksoglutarat {\displaystyle \rightleftharpoons } dTDP-3-dehidro-6-dezoksi-alfa--galaktopiranoza + L-glutamat
Ovaj enzim je piridoksal-fosfatni protein. Ovaj enzim učestvuje u biosintezi dTDP-3-acetamido-3,6-didezoksi-alfa--galaktoze.

## Literatura
- Nicholas C. Price; Lewis Stevens (1999). Fundamentals of Enzymology: The Cell and Molecular Biology of Catalytic Proteins (Third изд.). USA: Oxford University Press. ISBN 019850229X.
- Eric J. Toone (2006). Advances in Enzymology and Related Areas of Molecular Biology, Protein Evolution (Volume 75 изд.). Wiley-Interscience. ISBN 0471205036.
- Branden C; Tooze J. Introduction to Protein Structure. New York, NY: Garland Publishing. ISBN 0-8153-2305-0.
- Irwin H. Segel. Enzyme Kinetics: Behavior and Analysis of Rapid Equilibrium and Steady-State Enzyme Systems (Book 44 изд.). Wiley Classics Library. ISBN 0471303097.

## Spoljašnje veze
- DTDP-3-amino-3,6-dideoxy-alpha-D-galactopyranose+transaminase на 